# 広州総合病院
広州総合病院（中国語：广州总医院、英：Guangzhou LiuHuaQiao Hospital）とは中華人民共和国の広東省広州にある広州軍管区最大の総合病院である。
外科手術の実績は飛びぬけて高く、心臓手術や四肢切断などの難手術から臓器移植まで幅広く行っており、中国でも有数の移植実績を誇る。
中国の病院の評価基準では「第３級甲」の評価を得ている。
基本的に会員の中国人と外国人しか診療しない病院であるが、
2008年現在では日本人は会員でなくても優先的に診て貰えるようである。
日本語通訳が常駐しているため、日本人が広州でどうしても病院に行かなければならない事態になった場合には便利である。
中国の一般的な救急車は信用性に疑問があるため、広州で救急車を呼ばなければならないような、非常事態に陥った場合には広州総合病院の対外医療連絡部という部署へ直接電話して病院の救急車を直接呼ぶと安心である。
ただし、診療費は非常に高くつくことになる。
電話した場合にはまず、日本人であることを伝えると優先的に外人専用に回してもらえる。
日本人への臓器移植も多数行われている。
特に腎臓移植に関しては216人の実績を誇り内138人が日本人だということである。
この病院で行われた移植手術には実験的な物が多いことで有名であり、発表された論文が海外で注目を集めることも多い。
世界的にも実施例の少ない他人の手足や指などを移植する手術や、中には陰茎移植という変った執刀例もある。

## 沿革
- 1933年 設立
- 1949年10月 軍が接収して広州軍管区総合病院となる。
- 1976年 民営化される。

## 施設
- 敷地面積：21万平方メートル
- 建物面積：15万平方メートル
- 外国人専用ベッド：150床
- 医療技術者：1200名
- 学位保有者：140名
- MRI、CTスキャン、ECTなどの設備を持つ